# Vasilij Rotjev
Vasilij Vasiljevitj Rotjev (ryska: Василий Васильевич Рочев), född 23 oktober 1980, är en rysk längdskidåkare. Rotjev har vunnit fem mästerskapsmedaljer och har totalt sju pallplatser i världscupen. Han har tävlat sedan år 2000.